# خطیب‌کلا (میان‌رود)
خطیب‌کلا یک روستا در ایران است که در دهستان میان‌رود شهرستان نور در استان مازندران واقع شده‌است.

## جمعیت
این روستا در بخش چمستان قرار دارد و براساس سرشماری مرکز آمار ایران در سال ۱۳۸۵، جمعیت آن ۱۴۹ نفر (۳۹ خانوار) بوده‌است.